# Golden Glory
Golden Glory (Золотая Слава) — профессиональный спортивный клуб по тайскому боксу, кикбоксингу и смешанным боевым искусствам из города Бреда, Нидерланды. Также базируется в Паттайе, Таиланд.
В состав команды входят многие ведущие мировые бойцы, которые выступают в крупных турнирах как по кикбоксингу, так и смешанным боевым искусствам, под эгидой: K-1, Shooto, K-1 HERO’S, Pancrase, Pride Fighting Championships, DREAM, Strikeforce, и UFC.

## История
Команда была основана в мае 1999 года менеджером Басом Буном и бизнесменом Роном Найквистом.
В начале октября 2010 года Golden Glory объявила о планах открыть свой зал в Хантингтон-Бич, Калифорния, США.

## Члены Клуба
- Рамон Деккерс — 10 титулов. Дважды «Муай-Тай боец года» (1990, 1992), награда от Королевской семьи Таиланда «За достижения в спорте». Умер 27 февраля 2013 года, в возрасте 43 года. Имел непосредственное отношение к развитию стиля бойцов современного Муай-Тай.
- Руслан Караев — победитель мирового Гран-при К-1 2005 года в Лас-Вегасе и Гран-при K-1 2008 года в Тайбэе.
- Сэмми Шилт — Четырёхкратный чемпион К-1; первый боец в истории, который выиграл три мировых Гран-при К-1 подряд (2005, 2006, 2007), четвертое чемпионство в К-1 Шилт взял в 2009 году.
- Сергей Харитонов — неоднократный чемпион ВДВ и России по рукопашному бою, боксу, самбо и кикбоксингу. Бронзовый призёр Гран-при Pride Fighting Championships 2004 года в тяжёлом весе.
- / Гёкхан Саки — полуфиналист мирового Гран-при K-1 2010 года.
- Штефан Леко — победитель европейского Гран-При К-1 в 1998 году и победитель мирового Гран-При К-1 в Лас-Вегасе в 2001 и 2006 годах
- / Гегард Мусаси — чемпион Гран-При DREAM 2008 года в среднем весе и в полутяжелом весе в 2010 году, экс-чемпион Strikeforce в полутяжелом весе.
- Эррол Циммерман — трёхкратный чемпион Нидерландов по муай тай. Чемпион европейского Гран-При К-1 в Амстердаме в 2008 году, полуфиналист Мирового Гран-При К-1 в 2008 году.
- Йон Олав Эйнемо — чемпион мира по Бразильскому Джиу-Джитсу в 2003 году, первый человек, который смог победить легендарного Роджера Грейси.
- Хит Херринг — ветеран UFC и PRIDE

## Интересные факты
- Чёрный японский иероглиф в середине логотипа Golden Glory символизирует энергию и силу.